# Кампаменто (Чилі)

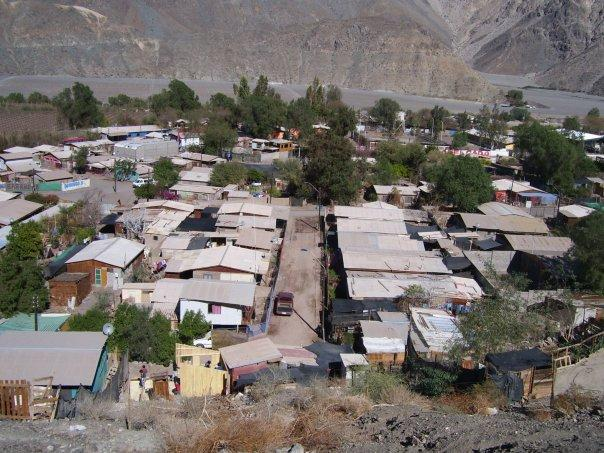
Кампаменто в Чилі

Кампаменто або грибне місто — термін, який використовують в Чилі для найменування районів хибної урбанізації. Словосполучення «грибне місто» походить від опису швидкості з якою утворювалися нелегальні поселення між 1960-ми та 1980-ми роками — деколи такі райони виростали буквально за одну ніч. Нині термін «кампаменто» вже замінив застарілий «грибне місто».

## Визначення

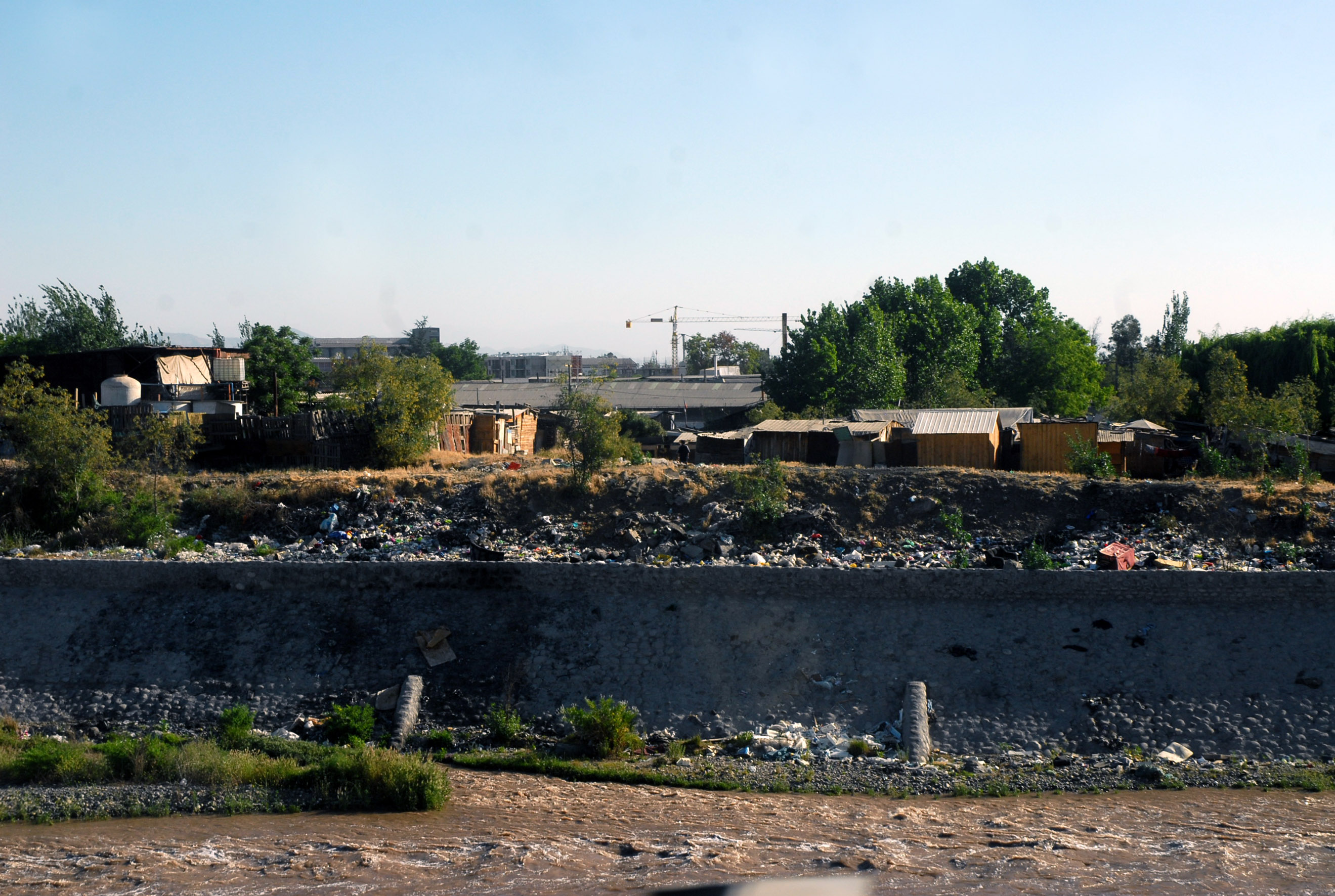
Кампаменто на околицях Сантьяго

Недержавна чилійська організація TECHO («Дах для моєї країни») визначає кампаменто як групу сирих осель, де проживає більше ніж вісім сімей та де відсутня хоча б одна урбанізаційна необхідність: питна вода, електроенергія, очисні споруди. Такі поселення з'являються нелегально, без супровідних дозволів місцевої адміністрації.

## Поширеність
Станом на 2004 рік в Чилі знаходилось 531 поселення типу кампаменто. Загалом в таких районах було 27 785 будинків та проживало 32 371 сімей. Було підраховано, що 75 % жителів таких містечок живе за межею бідності, а 41 % живе в умовах крайньої бідності. Відповідно до даних, опублікованих Міністерством житлового будівництва та урбанізаційного розвитку Чилі (MINVU), у 2011 році налічувалося вже 657 містечок даного типу, в яких проживало 27 378 сімей, а в 2018 році — 822, в яких проживало 46 423 сімей.
У період з 2010 по 2020 рік загальна кількість кампаменто зросла на 22 %. Найбільший приріст спостерігався в містах Антофагаста, Калама, Копіапо, Ікіке-Альто-Хоссісіо, Ла-Серена, Вальпараїсо та Вінья-дель-Мар.